# I Found a Way
«I Found a Way» — песня Дрейка Белла, являющаяся заглавной темой сериала «Дрейк и Джош».

## Релиз песни
«I Found a Way» вышла в саундтреке к сериалу «Дрейк и Джош» 22 февраля 2005 года, а затем также была включена в дебютный студийный альбом Белла, Telegraph, вышедший 23 августа того же года. На песню было снято музыкальное видео режиссёра Джоуи Букадакиса. Сам Дрейк Белл отмечал, что фанаты не совсем верно пели песню в определённом моменте.

## Отзывы
Тейлор Фербер из Bustle посчитал, что песня «идеально подходит, чтобы подарить публике приподнятое настроение сериала, и она также уникальна тем, что её исполнил один из главных актёров». Лорен Хэзлвуд из Fashion назвала песню «запоминающейся музыкальной темой», а в Iowa City Press-Citizen её охарактеризовали как «фирменную мелодию». Мария Серра из Alternative Press посчитала песню «фееричной». Кристал Белл из MTV News поставила «I Found a Way» на 4 место среди 17 лучших тематических песен на Nickelodeon и также назвала её «запоминающейся музыкальный темой». Тоби Гбайл из Bustle поставил песню на 4 позицию в своём топе детских музыкальных тем и назвал её одной из своих любимых, отметив, что она была одним из самых популярных треков в середине 2000-х годов. Ник Карузо и Мэтт Уэбб Митович из TVLine включили песню в список лучших музыкальных тем всех времён за 2000—2009 годы.

## Исполнение вне сериала
В августе 2016 года актёр Джош Пек, снимавшийся в сериале, опубликовал в своём Instagram-аккаунте видео, на котором другой актёр, Джон Стэймос, поёт свою собственную версию музыкальной темы. Белл спел песню с фанатом во Фресно (Калифорния) на встрече на Heroes Comics перед своим концертом в 2018 году.
Во время одного из своих выступлений в 2020 году актёр начал петь «I Found a Way» и остановил толпу после того, как они спели слова неверно. Прежде чем продолжить, он объяснил им ошибку. Белл также исполнил песню для американского актёра Джонатана Гольдштейна, который сыграл отца, Уолтера Николса, в сериале, когда они встретились в 2020 году. Ещё музыкант спел песню в Тусоне (Аризона) на автомобильном концерте 13 марта 2021 года.